# Przylądek Ventė
Przylądek Ventė (lit. Ventės ragas, niem. Windenburger Eck) – przylądek na Litwie nad bałtyckim Zalewem Kurońskim na południe od wsi Ventė. Półwysep, na którego końcu znajduje się przylądek ma długość 5,5 km oraz szerokość 2,2 km. Po przeciwnej stronie zalewu znajduje się wieś Preila.
Przylądek Ventė znajduje się w rejonie szyłokarczemskim, w pobliżu ujścia Niemna do Zalewu Kurońskiego na terenie Parku Regionalnego Delty Niemna.

## Historia
W 1360 roku na półwyspie Krzyżacy postawili kościół oraz zamek Windenburg, który został później zniszczony przez fale zalewu. Kamienie z zamku zostały wykorzystane do budowy murowanego kościoła. W 1700 roku zawalił się także nowy kościół, z którego budulec pięć lat później wywieziono do położonych nieopodal Kint, gdzie ponownie został wykorzystany w trakcie budowy miejscowego kościoła.
Na przylądku zachowała się jedenastometrowa pruska latarnia morska pochodząca z 1863 roku, współcześnie nieczynna.
Przylądek Ventė dawniej wchodził w skład okręgu Kłajpedy Prus Wschodnich, zaś od 1923 był częścią Litwy niepodległej. 22 marca 1939 r. powrócił do Niemiec, natomiast w 1946 po przegranej Niemcy w II wojnie światowej, został przekazany przez władze Związku Radzieckiego w granice Litewskiej SRR.
W 1929 roku z inicjatywy profesora Tadasa Ivanauskasa w okolicy przylądka powstała jedna z pierwszych w Europie stacji obrączkowania ptaków. Ośrodek nadal jest czynny.
W latach 1975–1986 przebudowano brzegi półwyspu. Jego brzegi zostały wzmocnione poprzez wyłożenie ich kamieniami. Wybudowano także 250-metrowe molo. Celem tych prac było zabezpieczenie przylądka i stacji przed zimowymi sztormami.

## Stacja ornitologiczna

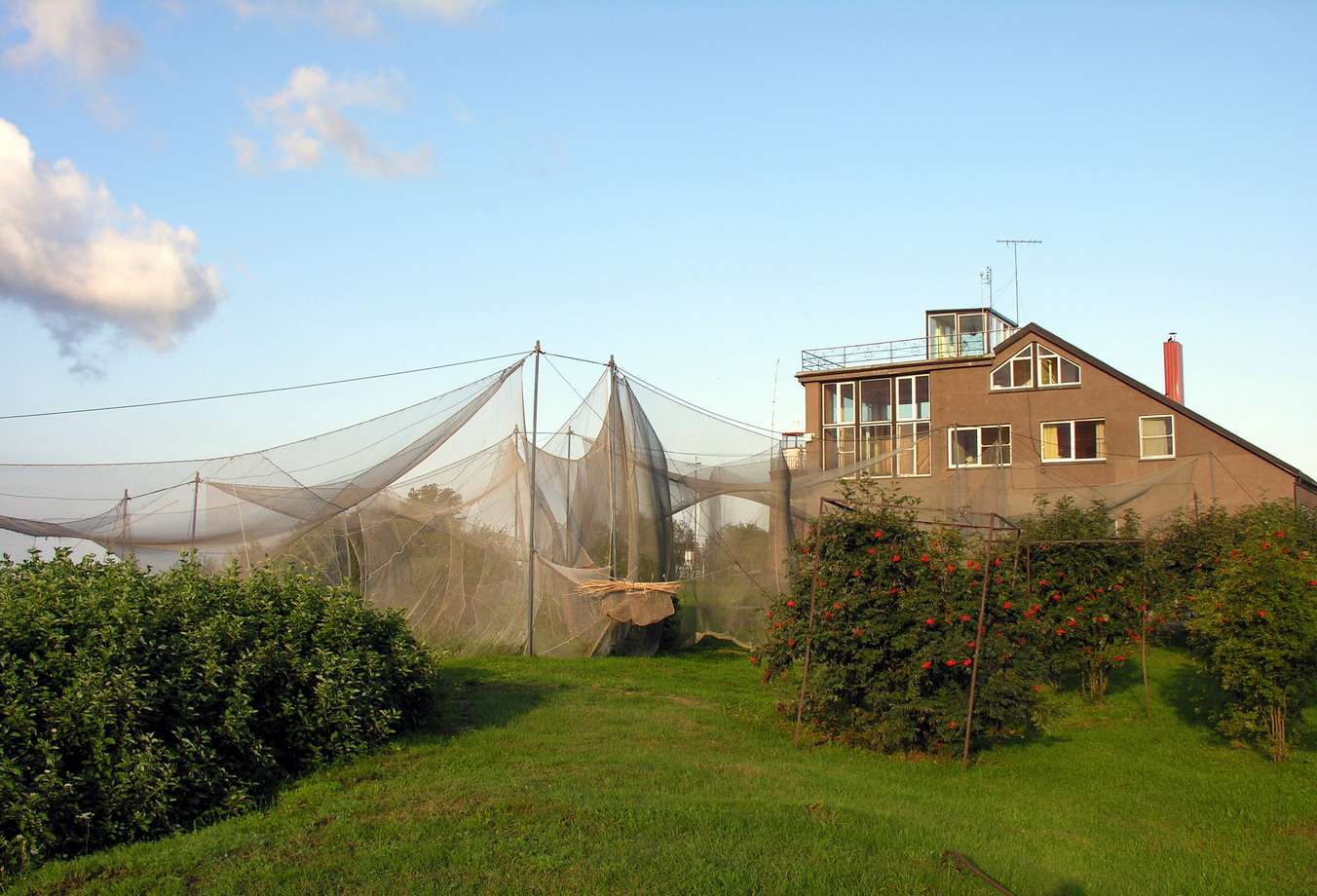

Historia obrączkowania ptaków na półwyspie Ventė sięga roku 1924, kiedy to w miejscowej latarni zaczął pracować Mikas Posingis – ornitolog amator. W 1929 roku litewski zoolog i profesor Uniwersytetu Litewskiego w Kownie Tadas Ivanauskas założył na skraju półwyspu stację ornitologiczną. Jej dogodne lokalizacja wynika z położenia na trasie migracji ptaków oraz miejsca ich odpoczynku na pobliskich terenach podmokłych w delcie Niemna.
Początkowo ptaki łapano w siatki rozwieszone w pobliżu krzewów; mogły one jednak ranić ptaki. Dlatego też w 1959 roku wybudowano specjalną pułapkę. W 1962 roku specjalne pułapki rozstawiono także na Mierzei Kurońskiej (w 1986 roku obszar Neryngi przejęła nowa stacja w Juodkrantė). W 1978 roku wybudowano nową, większą pułapkę na ptaki, którą podniesiono na wysokość 25 metrów. W 1982 roku Leonas Jezerskas, ówczesny szef placówki, opracował nowatorską dwustronną pułapkę zygzakową.
Ponad półwyspem dziennie przelatuje do 300 tys. ptaków. Rekord w liczbie oznakowanych ptaków padł we wrześniu 2002 roku, kiedy to udało się zaobrączkować 6519 sztuk. Rocznie w stacji oznakowuje się do 60 do 80 tys. ptaków.
Od 1994 roku stacja wydaje magazyn „Ventės Ragas” zajmujący się tematyką delty Niemna, Zalewu Kurońskiego oraz ptaków nadbałtyckich.
Na terenie stacji znajduje się ekspozycja z okazami ptaków występujących na terenie ujścia Niemna i Mierzei Kurońskiej.